# Florentin Damoiselet
Pour les articles homonymes, voir Damoiselet.
Florentin Damoiselet (1644-1690) est un peintre ordinaire du roi, sous Louis XIV. C'est lui qui a réalisé, en collaboration avec Claude Huilliot, les tableaux, placés en dessus-de-porte, qui ornent le premier étage du pavillon central du château de Marly.
Le 6 novembre 1678, un procès-verbal d'apposition de scellés après le décès d'Antoine Barroy, peintre ordinaire du Roi, donne de précieux renseignements à son sujet : "De Florentin Damoiselet, maître peintre ordinaire du Roy en son académie, demeurant chez le sieur Vaultier, à l'enseigne des deux globes, quay et proche la grande porte des Augustins, pour 36 liv. à luy deues pour ouvrages par lui fait il y a trois ans".